# NGC 6206
NGC 6206 је лентикуларна галаксија у сазвежђу Змај која се налази на NGC листи објеката дубоког неба.
Деклинација објекта је + 58° 37' 2" а ректасцензија 16h 40m 7,9s. Привидна величина (магнитуда) објекта NGC 6206 износи 13,5 а фотографска магнитуда 14,5. NGC 6206 је још познат и под ознакама IC 1227, UGC 10506, MCG 10-24-18, CGCG 299-9, KAZ 78, PGC 58723.